# 有澤一華
有澤 一華（ありさわ いちか、2003年12月23日 - ）は、日本の歌手、アイドル、ヴァイオリニスト。ハロー!プロジェクトに所属する女性アイドルグループ『Juice=Juice』のメンバー。
大阪府出身。アップフロントプロモーション所属。

## 略歴
2018年
- 「ハロー!プロジェクト“ONLY YOU”オーディション」に応募するが落選（有澤が締め切り1分前に応募したことと、その後結果が返ってきてないことから、正式に応募が出来ていたかどうかは不明）。

2020年
- 「アンジュルムONLY ONEオーディション～私を創るのは私～」に応募するが、最終審査で落選。
- 11月4日、石山咲良とともにハロプロ研修生に加入。

2021年
- 5月29日、『Hello! Project 研修生発表会2021 ～春の公開実力診断テスト～』にてモーニング娘。の「SONGS」を披露し、『ディレクター賞』を受賞。
- 7月7日、入江里咲、江端妃咲とともにJuice=Juiceに加入することが発表された。
- 12月22日、シングル『プラスティック・ラブ/Familia/Future Smile』でJuice=Juiceとしてメジャーデビュー。

2023年
- 6月2日、首の痛みが続いていることから病院で診察を受けた結果「頚椎椎間板ヘルニア」との診断を受け、治療のためしばらくの間パフォーマンスは動きを制限し歌唱のみの参加となることを発表した（現在は回復）。

2024年
- 2月14日、春日井製菓の商品「つぶグミ」の発売30周年を記念したハロー!プロジェクトとのコラボレーション企画として結成されたシャッフルユニット『GOODM!X』のメンバーとして、オリジナル楽曲「カモン・ミックス!」を配信リリース。

2025年
- 2月14日、先述の『GOODM!X』から発展した新ユニット『GOODM!X PREMIUM』に参加、オリジナル楽曲「ワタシ・プレミアム」を配信リリース。
- 8月23日、西日本出身のハロー!プロジェクトのメンバーによるユニット『ハロプロ西日本』に参加、所属事務所の先輩である杉田二郎の楽曲「戦争を知らない子供たち」のカバーを配信リリース予定。

## 人物

### 基本情報
- メンバーカラーはライトブルー[15]。
- 血液型O型[1]。
- 身長153.8cm[16]。
- 姉が居る[17]。
- 有澤には姪もおり、ロージークロニクルの相馬優芽について「姪に似ていて、安心感がある」と述べている[18][19]。
- 猫の「みーみ」を飼育している[20]。性別はオス[21]。インコも飼育しており、有澤の楽器演奏動画（詳細は後述）にはインコが登場している[22][23]。また、有澤は2024年に開催された自身のバースデーイベントで、猫とインコのイラストがデザインされたTシャツをグッズとして販売した[24]。

### 音楽的才能と活動
- 特技はヴァイオリン（初参加シングル『Future Smile』の間奏では有澤がヴァイオリンを演奏する姿を披露[7][25]）、英会話、ピアノ（耳コピ）[1]。
- ヴァイオリンについてはクラシック音楽を中心に取り組んできたが、有澤は「自由に即興演奏とかジャズとかインプロビゼーションをするのが好き」と述べている[26]。
- Juice=Juiceのコンサートや外部イベントでは、有澤が度々ヴァイオリンの生演奏を披露している。2024年11月6日に公開されたハロー!プロジェクトのYouTube番組『ハロ!ステ』では、Juice=Juiceが出演したオーケストラのライブイベント「Love from Orchestra 2024 AUTUMN SPECIAL」の舞台裏に密着した映像が公開され、当日ヴァイオリン演奏を担当した有澤の様子が中心に取り上げられた[27]。
- 有澤はヴァイオリンに加え、ピアノも自身のバースデーイベントや外部主催イベントで定期的に演奏している[28][29]。
- 有澤はヴァイオリン・ピアノの他にドラムの演奏も可能であり、自身の21歳の誕生日にはヴァイオリン・ピアノ・ドラムをそれぞれ演奏し、1つの楽曲に合成した動画をXに投稿した[23]。
- 絶対音感を持っている[30]。2023年5月6日放送の「ヤングタウン土曜日（MBSラジオ）」に出演した際、有澤は共演者である明石家さんまの話す声の音程が「Eフラットメジャー」であると指摘し、自身の絶対音感を披露した[31]。
- 有澤は長らく楽譜が読めなかったが[32]、現在は楽譜やオケ譜も読めるようになっている[33]。
- 作曲・編曲や楽曲制作も行っており、その楽曲をJuice=Juiceのメンバーに聴かせたこともある[34][35][36]。
- 制作活動においては「かちいわさりあ」という別名義を使用することがあるが、この名称は、自身の名前「ありさわいちか」を逆読みした倒語である[37][38][39][40]。
- 「かちいわさりあ」とは、有澤一華が自身の内面に存在する別人格として言及したものである。有澤によれば、これは「色んなことに興味がある、だらけぐせ、ネガティヴ、アイデアは浮かぶのに最後まで形にしない、表の自分を邪魔する裏の自分」という特徴を持つ存在である。彼女は「かちいわさりあ要素が多めで、有澤一華としてお仕事をしていいのか?」と葛藤していたが、やがて「かちいわさりあへのリスペクトを忘れず、ちゃんと形にして有澤一華として生きる」と決意したことをブログで明かしている[41]。また、後日のブログでは、「『かちいわさりあ』は音楽を0から生み出す自分であって『有澤一華』は表現者としての自分。それに葛藤してたのかも。どれも自分だけど、上手く混ぜないと〜」とも述べており、両者を自身の一部として受け入れる姿勢を示している[42]。
- Juice=Juiceのメンバーとして、有澤はその高い歌唱力にも定評があり、つばきファクトリーの河西結心は有澤の歌について「女性らしい歌声で、曲ごとによって歌声もパフォーマンスも変わって、曲に歌声が合っている。良い味になっている」と評価している[43]。また、Juice=Juiceの音楽ディレクターであるたいせいは、有澤のボーカルレコーディングに立ち会い、その際に有澤の歌唱について「歌い回し、ニュアンスの付け方だったりとか、当然音程のはめ方もバッチリ、歌の中でのイメージもOK」と評価した[44]。
- 有澤がJuice=Juiceに加入して1年後の2022年秋、コンサートツアー『Juice=Juice CONCERT TOUR ～nouvelle vague～』において『Never Never Surrender』のフェイクパートを担当する役割に抜擢された。同ツアーの千秋楽である日本武道館公演のライブ映像は『ハロ!ステ』で公開されたほか[45]、2023年に発売されたJuice=Juiceのベストセレクションアルバム『Juicetory』には、この時点での新録バージョンとして同楽曲が収録されている。

### 趣味と嗜好
- 趣味は食べること、音楽鑑賞（分析）[1][46][47][48]。
- 好きな音楽ジャンルはハロー!プロジェクト、70年代80年代洋楽、クラシック、JAZZ[1]。特にビートルズの楽曲が好きなことを公言しており[49]、2023年に最も衝撃を受けた新曲として『Now And Then』を挙げている[50]。また、ブルーノ・マーズ、チャーリー・プース、シンディ・ローパー、アース・ウィンド・アンド・ファイアー（スペシャルゲストとしてナイル・ロジャース、シックも出演）、エリック・クラプトンの来日公演を観覧した経験もある[51][52][53][54]。
- エリック・クラプトンの来日公演において、ベーシストのネイザン・イーストが撮影したファンとの写真に有澤が写り込んでおり、この写真はイーストの公式Instagramアカウントに投稿され、インターネット上で話題となった[55]。
- 2024年10月3日発売の『週刊ファミ通』で、自身初のソログラビアを披露し、愛用のヴァイオリンを持参している[56][57]。写真に使用されている楽譜はパガニーニの楽曲であり、ハロー!プロジェクトのオーディションでパガニーニを演奏していたことも明かしている[58]。また、有澤は好きな作曲家としてパガニーニの名前を挙げている[59]。
- 好きなスポーツはシャトルラン、空手[1]。
- 座右の銘は『日日是好日』[1]。

### 経歴とバックグラウンド
- 英会話の習得は母の方針によるもので、有澤は「帰国子女というよりは、海外のいろんな国に行き短期留学を経験した」と語っている[60]。
- 有澤が投稿するブログの記事には、日本語で書かれた内容とその英訳が併記されている[61]。
- 有澤は幼少期に『全日本子ども美術大賞展』で特選を2回、佳作を1回受賞している[62]。
- アイドルデビュー以前の小学4年生〜5年生頃からハロー!プロジェクトの熱狂的ファンであったことを公言しており、ファン時代のエピソードについても度々語っている[63][64][65][66]。
- 高校時代に転校を経験しており、その理由について有澤は「中1〜高1の時期はやるべき事とやりたい事が≠だったから毎日違和感マックスで、、だから気づいたその日に高校辞めて高校変えたんだけど」と語っている[67]。
- 有澤がハロプロ研修生として活動していた当時、YouTubeチャンネルで公開された企画動画「ハロプロ研修生ってどんな人やろかぁ?」において、有澤がインタビュアーを務め、先輩研修生や同期にインタビューを行った。この企画は全6本の動画が公開された[68][69][70][71][72][73]。

### Juice=Juiceでの活動と関係性
- 憧れの先輩は秋山眞緒（つばきファクトリー）[74]。
- 江端妃咲はJuice=Juiceでは有澤と同期だが、ハロプロ研修生では先輩に当たる。
- 石山咲良はJuice=Juiceでは有澤の後輩だが、ハロプロ研修生では同期に当たる[75]。そのため、石山のJuice=Juice加入後も2人は対等な関係を保っている[76][77]。
- 松永里愛はJuice=Juiceでは有澤の先輩にあたるが、有澤は松永に親しみを込めてほぼタメ口で呼んでいる[78]。一方で、松永も有澤を親友として慕っている[79]。
- 工藤由愛と遠藤彩加里は有澤より歳下だが、有澤は2人を「個人的に私の姉」と慕っている[80]。
- 同じJuice=Juiceのメンバーに対し、愛情表現として度々求婚していた[81]。
- 公式ニックネームは『一華氏（いちかし）』だが[82]、親戚や昔の友達からは『いっちゃん』と呼ばれており[83][注 1]、現在はJuice=Juiceメンバーの石山咲良や川嶋美楓などを中心に『いっちゃん』『イッチャン』と呼ばれることも多い[85][86]。
- Juice=Juiceの元メンバー・植村あかりからは『いちかち』と呼ばれていた[87]。植村は、有澤を犬に例える際「犬種はシーズー」と述べた[88]。
- 有澤の人柄について、同じくJuice=Juiceに所属する石山咲良は「人の幸せを一緒に喜んでくれる仏みたいな人って言うか仏っていうか『仏＝いっちゃん』みたいなところがあって」と評している[89]。

## 作品

### アルバム
- ハロプロ研修生『3-STARS』（2021年9月29日、UP-FRONT WORKS、UFCW-1155）
  - #4 絶対アイドル宣言
  - #5 情熱スパークル
  - #6 部活終わりに新しいジャージに着替える乙女心[注 2]

## ヴァイオリン演奏で参加した楽曲
- Juice=Juice
  - Future Smile[92]
  - ボン・ヴォヤージュ～想いの軌跡～[93]
- GOODM!X
  - カモン・ミックス![94]

## 出演

### ラジオ
- ミッドナイト・ダイバーシティー〜正気のSaturday Night〜『ハロプロ楽曲集中講座』（2024年8月31日、JFN系列各局）

### コンサート
- M-line Special 2023 ～Magical Wish～（2023年3月4日、松下IMPホール、昼夜2公演） - ゲスト出演[95]

## 所属グループ・ユニット
- Juice=Juice（2021年 - ）
- GOODM!X→GOODM!X PREMIUM（2024年 - ）
- ハロプロ西日本（2025年 - ）